# Victor Ciorbea
Victor Ciorbea (ur. 26 października 1954 w Ponorze w okręgu Alba) – rumuński prawnik, działacz związkowy i polityk, w latach 1996–1998 premier Rumunii.

## Życiorys
W 1979 ukończył prawo na Uniwersytecie Babeș-Bolyai w Klużu-Napoce, w 1984 uzyskał magisterium z prawa cywilnego, a w 1990 doktoryzował się z prawa gospodarczego na Uniwersytecie Bukareszteńskim. W latach 1979–1984 orzekał jako sędzia w wydziale cywilnym jednego ze stołecznych sądów rejonowych, następnie do 1988 pracował w prokuraturze generalnej. Od 1984 do 1992 zajmował się działalnością dydaktyczną na wydziale prawa Uniwersytetu Bukareszteńskiego.
W okresie przemian politycznych zaangażował się w działalność związkową. W 1990 założył i do 1996 kierował Federacją Wolnych Związków Zawodowych Edukacji. W 1990 współtworzył i stanął na czele konfederacji CNSRL (do 1994), po połączeniu działającej jako Narodowa Konfederacja Wolnych Związków Zawodowych – Braterstwo. Od 1994 do 1996 kierował nowo powołaną Demokratyczną Konfederacją Związków Zawodowych (CSDR).
W 1996 jako kandydat koalicyjnej Rumuńskiej Konwencji Demokratycznej Emila Constantinescu i w jej ramach PNȚCD wygrał wybory na urząd burmistrza Bukaresztu, pokonując kandydata lewicy Ilie Năstase. W grudniu tego samego roku objął jednocześnie urząd premiera, z obu tych stanowisk zrezygnował w marcu 1998 po rozłamach w ramach koalicji. W 1999 stanął na czele ugrupowania ANCD (powstałego w wyniku rozłamu w partii chłopskiej). W 2001 powrócił z nim do PNȚCD, którą kierował od tegoż roku do 2004.
Wycofał się później z działalności politycznej, podejmując praktykę w zawodzie adwokata w ramach stołecznej palestry. W 2011 stanął na czele jednej z frakcji PNȚCD (ostatecznie prawnie nieuznanej), następnie dołączył do Partii Narodowo-Liberalnej. Z współtworzonej przez to ugrupowanie koalicji został w 2012 wybrany w skład Senatu. W 2014 objął urząd adwokata ludu (rumuńskiego rzecznika praw obywatelskich), rezygnując z przynależności partyjnej i mandatu senatora. W 2019 na tej funkcji zastąpiła go Renate Weber.